# Sagittoidea
Sagittoidea é uma classe de vermes marinhos do filo Chaetognatha qque agrupa cerca de 100 espécies de pequenos invertebrados marinhos, com comprimento corporal entre 2 e 120 milímetros. Cerca de 20% das espécies conhecidas ocorrem no andar bêntico dos oceanos, mas a maioria integra o plâncton, alimentando-se principalmente de pequenas diatomáceas e de outros organismos planctónicos. Algumas espécies produzem a neurotoxina tetrodotoxina, que usam para paralisar as suas presas.

## Taxonomia
A classe Sagittoidea inclui as seguintes ordens e famílias: 
- Classe Sagittoidea
  - Ordem Aphragmophora
    - Família Bathybelidae
      - Género Bathybelos

    - Família Krohnittidae
      - Género Krohnitta

    - Familia Pterokrohniidae
      - Género Pterokrohnia

    - Família Pterosagittidae
      - Género Pterosagitta

    - Família Sagittidae
      - Género Aidanosagitta
      - Género Caecosagitta
      - Género Decipisagitta
      - Género Ferosagitta
      - Género Flaccisagitta
      - Género Mesosagitta
      - Género Parasagitta
      - Género Pseudosagitta
      - Género Sagitta
      - Género Serratosagitta
      - Género Solidosagitta
      - Género Zonosagitta

  - Ordem Phragmophora
    - Família Eukrohniidae
      - Género Eukrohnia

    - Família Heterokrohniidae
      - Género Archeterokrohnia
      - Género Heterokrohnia
      - Género Xenokrohnia

    - Família Krohnittellidae
      - Género Krohnittella

    - Família Spadellidae
      - Género Bathyspadella
      - Género Calispadella
      - Género Hemispadella
      - Género Paraspadella
      - Género Spadella